# Столбово (Слободський район)
Сто́лбово (рос. Столбово) — присілок у складі Слободського району Кіровської області, Росія. Входить до складу Шиховського сільського поселення.
Населення становить 82 особи (2010, 91 у 2002).
Національний склад станом на 2002 рік — росіяни 96 %.